# 156
Het jaar 156 is het 56e jaar in de 2e eeuw volgens de christelijke jaartelling.

## Gebeurtenissen
- Rond 156 trad Montanus (montanisme) in Klein-Azië in gezelschap van twee profetische vrouwen, Priscilla en Maximilla, op met een extatische en rigoristische prediking.

## Geboren
- Han Lingdi, keizer van het Chinese Keizerrijk (overleden 189)

## Overleden
- Polycarpus, bisschop en martelaar van Smyrna
- Zhang Daoling, Chinees taoïstisch filosoof